# メイコのいきいきモーニング
『メイコのいきいきモーニング』とは、1991年10月13日から2010年3月28日まで放送されていたラジオ番組である。TBSラジオをキーステーションに、毎週日曜日の午前にJRN系列11局ネットで放送されていた。提供はWAM基金。

## 概要
高齢者・障害者の在宅福祉や生きがい・健康づくり、子育て支援、青少年の非行防止や健全育成、障害者スポーツなど、現代社会のさまざまな問題や地域の取り組みについて、レポートやトークを交えながら紹介していた。
一部の放送回は福祉医療機構が発行していた季刊誌『いきいきチャレンジ！』に再録されている。
2010年3月28日に放送終了。18年半の放送に幕を閉じた。

## パーソナリティ
- 中村メイコ
- 神津カンナ（メイコの娘）
- 週によって神津善行（メイコの夫）が出演することもあった。

## ネット局・放送時間
- TBSラジオ：日曜7:40 - 7:55
  - 開始当初は7:45 - 8:00の単独番組だったが、1999年4月より同時間帯の生ワイド番組（『日曜ニュースプラザ→中村尚登 ニュースプラザ』→『プレシャスサンデー』）に内包された。
- HBC北海道放送：日曜7:45 - 8:00
- TBC東北放送：日曜9:05 - 9:20
- BSN新潟放送：日曜7:00 - 7:15
- CBC中部日本放送：（TBSラジオと同時刻）
- MBS毎日放送：日曜6:15 - 6:30
- RCC中国放送：日曜8:40 - 8:55
- BSS山陰放送：日曜7:30 - 7:45
- RKB毎日放送：日曜7:25 - 7:40
- MRT宮崎放送：（HBCと同時刻）
- RBC琉球放送：（BSNと同時刻）

## テーマ曲
- 風の国（ゴンチチ）